# Павлоград
Павлоград (укр. Павлоград) индустријски је град у источној Украјини и налази се у Дњепропетровској области. Кроз Павлоград протичу три реке - Вовча, Кочерга и Гниздка. У граду се налази 20 школа и један лицеј. Према процени из 2024. у граду је живело 110.144 становника.

## Историја
1770. године, војни заповедник Матвеј Хижнјак је довео козачке сељаке, који су оформили Матвејвско село, а касније Матвејвско насеље. Град је кренуо брже да се развија крајем 19. века, када је постао битан центар за трговину брашном и семењем. Током тридесетих година двадесетог века, овде је организована побуна против Совјета. У граду је пре Другог светског рата живела већа Јеврејска заједница. Град је током Другог светског рата потпуно уништен.

## Становништво
Према процени, у граду је 2012. живело 110.470 становника.
| 1979.   | 1989.   | 2001.   | 2012.   |
| ------- | ------- | ------- | ------- |
| 107.267 | 131.414 | 118.816 | 110.470 |

## Градови побратими
- Лупско
- Сан Себастијан